# Cerkiew Soboru Najświętszej Maryi Panny w Rozpuciu
Cerkiew Soboru Najświętszej Maryi Pannie w Rozpuciu – nieistniejąca drewniana filialna (filia parafii Zawadka) cerkiew greckokatolicka, znajdująca się w Rozpuciu, w gminie Tyrawa Wołoska, w powiecie sanockim.

## Historia
Cerkiew zbudowano w 1865, później dobudowano jeszcze zakrystię. Była to cerkiew o konstrukcji zrębowej, dwudzielna z trójbocznie zamkniętym prezbiterium, przykryta jednokalenicowym dachem z baniastą sygnaturką. Od frontu przylegała do niej szkieletowa wieża, zawierająca przedsionek, przykryta dachem namiotowym. Cerkiew wraz z cmentarzem znajdowała się na zboczu góry, w miejscu z trzech stron odgrodzonym przez głębokie doliny potoków.
Cerkiew została opuszczona w 1946 po wysiedleniu ludności ukraińskiej, popadając w ruinę, aż została zburzona w 1980.